# Ilia Muromets

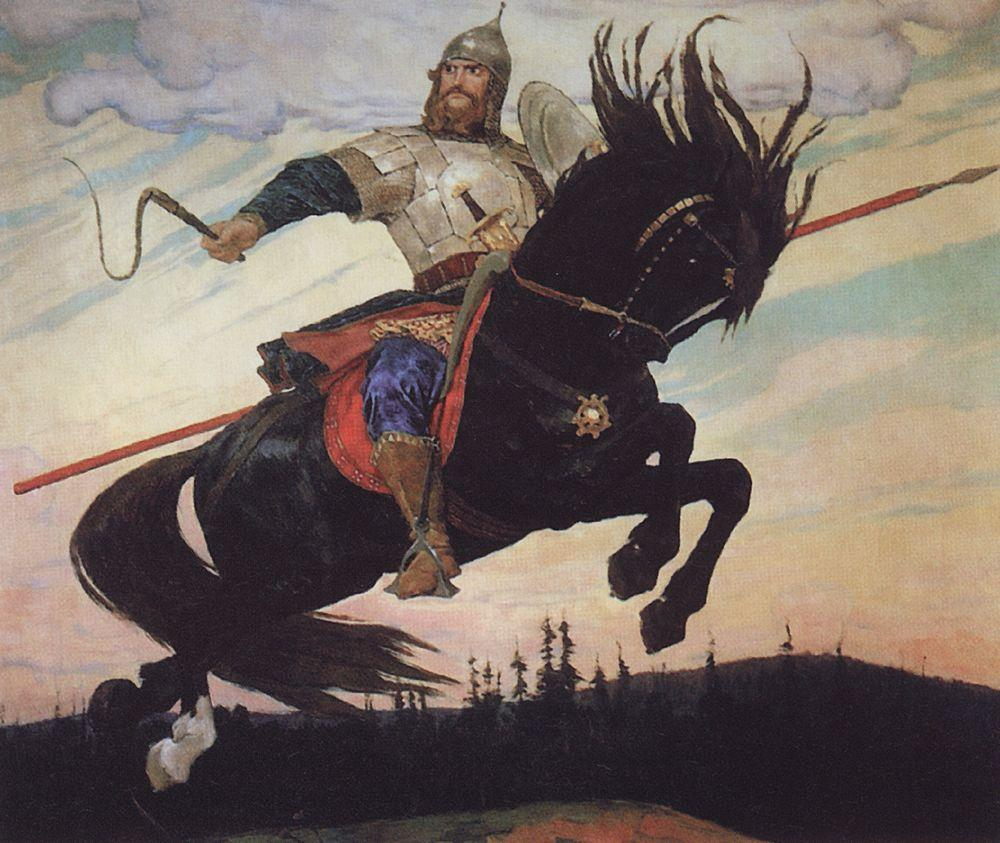
Ilya Muromets (1914) por Viktor Vasnetsov

De acordo com as lendas Ilia Muromets Sikorski, ou simplesmente Ilia de Murom era filho de um pequeno fazendeiro, tendo nascido na histórica cidade de Murom, no oblast de Vladimir. Sofrendo de uma grave doença em sua juventude que o impedia de andar, Ilia passou parte de sua vida rastejando-se pelas ruas e plantações de sua cidade, sendo visto como um simples e fraco aleijado.
Aos 33 anos de idade, Ilia, inesperadamente, encontra-se com dois peregrinos que passavam pela região. Diante de seu sofrimento e acreditando no potencial do rapaz, os dois viajantes concedem-no os poderes divinos de um já falecido bogatyr, chamado Svyatogor, com uma condição: Muromets deveria libertar a cidade de Kiev das mãos de Idolishche Poganoye (Идолище Поганое), ou também conhecido como Nyekhrist, um monstruoso soldado pagão de forças inimagináveis. O recém recuperado guerreiro aceita a missão.

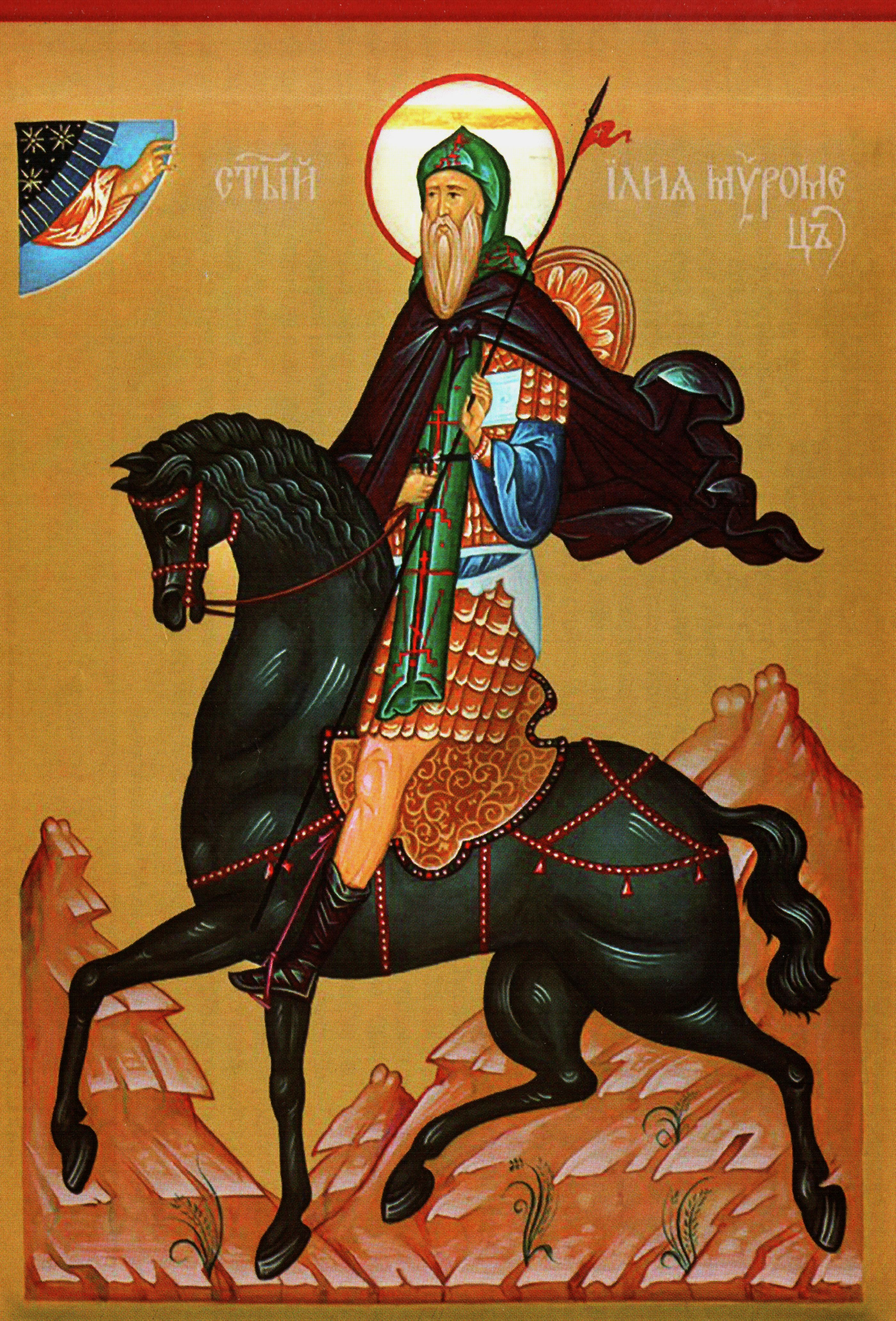
"Santo Ilias Muromets". Ícone russo do final do século XIX.

No caminho para Quieve, Muromets chega à cidade de Chernigov, a qual estava sendo invadida pelos exércitos Polovtsɨ (nômades de origem turca). Sozinho, o bravo guerreiro destrói todas as tropas inimigas, realizando seu primeiro feito heroico.
Seguindo viagem pelas florestas da região de Bryansk, o herói encontra-se com a mística criatura, meio homem, meio pássaro, Solovey-Razboynik (Солове́й-Разбойник). Tal criatura, famosa pelas lendas locais, assassinava todo e qualquer viajante que por suas florestas passava. Em uma árdua batalha, Muromets derrota o monstro, seguindo rumo à cidade de Kiev.
A chegada em Kiev finalmente acontece. Muromets rapidamente entra em confronto contra o terrível Nyekhrist em um batalha mortal. Soldados possuídos e forças das trevas atacam o herói, mas nada consegue impedi-lo. Ao final, após um sangrento combate, Nyekhrist é derrotado, desaparecendo pela névoa escura que propagava.
Assim como Muromets, os bogatyrs Dobrynya Nikititch e Alyosha Popovitch apresentam um grandioso histórico de fábulas disseminadas por todo o leste europeu. Vale ressaltar também que, no decorrer da história, heroínas eslavas (bogatyrshkas/polyenitsas) foram extremamente presentes, como Nastasya Korolevitchna, Vasilisa Mikulishna e Marya Morevna.